# Gascón (occitano)
El gascón (derivado de «wascon») es una lengua propia del «triángulo» aquitano, inscrito en el espacio lingüístico galorrománico. Algunos lo consideran un dialecto del occitano, aunque otros le dan categoría de lengua propia.
Es semioficial en todas las regiones de la Gascuña (Francia) y oficial en Valle de Arán (España).

## Diferenciación del occitano
Las diferencias entre el gascón y los otros dialectos son muy antiguas e importantes, antes más que ahora[cita requerida]. En el siglo XIV se le llamaba «lengua extranjera», lengatge estranh (en las Leyes de Amor, Leys d'Amor). El trovador Raimbaut de Vaqueiras escribió en gascón una de las estrofas de su Descort plurilingüe al lado de una «provenzal». En el siglo XIII, también hizo el trovador catalán Cerverí de Girona un poema multilingue mezclando versos en varios idiomas: provenzal, francés, galaicoportugués, aragonés y gascón. 
En el nacimiento de las lenguas romances, el gascón estaba mucho más cerca de las variantes lingüísticas peninsulares que lo que se puede apreciar en sus primeros escritos, literarios o no.[cita requerida]

## Variedades del gascón
- Aranés (o gascón aranés): en el Valle de Arán, Cataluña, donde es oficial. Arán es situada en los Pirineos.
- Bearnés (o gascón bernés, gascón biarnés): en Bearn (o Biarn) donde fue oficial).[2]
- Bigurdán, gascón bigurdán: en Bigorre
- Comingés, gascón comingés: en Cominges

Bearnés, como gascón bigurdán y gascón comingés, tiene también una variedad lingüística (geográfica) pirenaica.
- Gascón interior o central o parlar clar (alrededor de Auch)
- Gascón del norte o bordelés (en la Gironda)
- Gascón marítimo, gascón landés, o parlar negue (costa de las Landas, Bayona, Bajo Adur)

## Influencias sobre otras lenguas
Seguramente como consecuencia del continuo lingüístico de la Romania Occidental e influencia histórica medieval de Francia sobre la Marca Hispánica, se aprecian rasgos comunes, y ajenos a otras lenguas romances, entre el gascón y las lenguas romances al otro lado de los Pirineos: tanto en el aragonés como en el catalán.
En 2021 el Parlamento francés aprobó de forma definitiva una ley para proteger sus lenguas regionales con la oposición del Gobierno una ley que el parlamento abre la puerta a la inmersión lingüística para las lenguas regionales bretón, occitano (gascón: dialecto del occitano), euskera, catalán y corso. El texto, el primero de este tipo en la República francesa, fue aprobado por 247 votos a favor y 76 en contra en la Asamblea Nacional con una redacción similar a la que había sido adoptada previamente en el Senado, por lo que se considera aprobado.

## Descripción lingüística
Derivadas del latín hablado por los colonos romanos, las lenguas romances occidentales evolucionaron de manera independiente. Las diferencias son particularmente visibles en tres niveles: la fonética, la morfosintaxis y el vocabulario. El gascón es notorio por haber tenido como sustrato lingüístico el antiguo aquitano, lo cual se refleja en el cambio /f-/ > /h-/ (presente también en castellano y atribuido también al sustrato euskérico-aquitano).

### Fonética

Isoglosas del gascón.

- Consonantismo

a) F- latina da h- (lang., cat. f-; esp. h-): FILIA hilha (filha, filla; hija), FARINA hariò (esp. harina) (isoglosa 2 del mapa)
b) -L- latina en «final romana» (una vez caída la vocal latina) da -w (lang., cat., esp. -l): MALE mau (mal; mal; mal)
c)  -LL- latina intervocálica da -r- (lang. -/-; cat., esp. 41- palatal): BELLA béra (béla; bella, bella); otras veces puede dar -t/-r-: AGNELL- agnèt/agnèro (esp. cordero) (isoglosa 1), ILLE/ILLA et/era (esp. el/la) (isoglosa 9)
d) -LL- latina en «final romana» da -th (pronunciado -t, -ty, -ch): BELLU béth (bel; bell)
e) -MB- da -m- (lang. -rafe-,1 cat., esp. -m-): CUMBA coma (comba; coma), LUMBU (lomo).
f)  -R- precedida de P/T/K/B/D/G/ en sílaba final átona desaparece (permanece en lang., cat., esp.): ALTERU aute (autre, altre, otro)
g)  R- se reduplica, con una a- prostética (lang., cat., esp. R-): ROTA arroda (ròda, roda, rueda), ARRÈ (francés rien, esp. nada) (isoglosa 3)
h) -N- desaparece (permanece en lang., cat., esp.): LUNA lúa (luna, lluna, luna) (isoglosa 4)
i) -ND- se reduce a -n- (lang. -nd-; cat. -n-; esp. -nd-): + VENDUTU venut (lang. vendut; cat. venut; esp. vendido) + VENDITU; TONDERE toune (esp. cortar, esquilar) (isoglosa 5)
j) -W- precedido de Q o de G latinas, o de g- en las palabras de origen germánico en g(u)-, se mantiene (desaparece en lang.; permanece en cat.; esp.): QUATT(U)OR qüate (quatre; quatre, cuatro), LINGUA (actualmente raro) lengua (lenga; llengua, lengua), WARDON güerdar (gardar; guardar, esp. subst. guardia)
k) Anticipación de r que pasa a la sílaba precedente: TENERU trende (lang., cat. tendre; esp. tierno); praube (cast. pobre) (isoglosa 6)
l) Otros dos fenómenos curiosos caracterizan cada cual una parte del territorio: la solución d para las palabras como codina (lang. cosina) de +COCINA, y sudar (lang. susar) de SUDARE.
En algunos casos, la fonética antigua ha sido corregida en la mayor parte de Gascuña según el modelo languedociano, pero se mantienen vestigios.
m) -MP-, -NT-, -NC- deberían dar en primer término -mb-, -nd-, -ng- (la sonorización siendo una fenómeno extendido en casi todas las lenguas romances), pero formas como crampa (lang cat. cambra), cantera (lang. candèla), lenca (lang. lenga) nos muestran que toda Gascuña conoció este fonetismo. Aspe, Ossau y Barétous: COMPARARE crombar, CANTARE candar, germ. lat. BLANKA blanga (lang. crompar, cantar, blanca; cat. esp. comprar, cantar, blanca)
- Vocalismo

Si dejamos de lado la región de «parlar negre» (hablar negro) atlántico, que pronuncia pélha (é como en francés fleur) en lugar de pelha, haciendo pues del sistema vocálico occitano disimétrico un sistema simétrico de tres grados de abertura, nos encontramos sobre todo con razones directas o indirectas para suponer que el gascón en su origen conocía la vocal ü (como el catalán).

### Morfosintaxis
- Nominal y pronominal

a) el uso de pronombres personales asilábicos ligados a la palabra precedente, como en catalán (se trata de un arcaísmo) no'm lheui d'ora, que torna tá-t véser, -ta-u véser, -ta-ns(e) véser, -tá-v (pronunciado tá-p) véser, -tá-us véser
b) la forma pirenaica del artículo definido: eth pair, era mair (gascón del llano y languedociano lo pair(e), la mair(e).
- Verbal

a)  la conservación de la forma arcaica del imperfecto de las clases II y III: venia, aramia (como en catalán y español; languedociano: vendiá, dormid) y del condicional: cantaría, veneria, dromiria (cat. y esp. idéntico; lang. cantaría, vendría, dormiría)
b) La creación, en la mitad sudoccidental de Gascuña, de un imperfecto especial en la clase II (vení, venes, vene...) y de un perfecto correspondiente en o (venoi, venas, venó...); al imperfecto corresponde regularmente un condicional también especial (canterí, -és-, -é...; venerí, -é..., dromirí, -és, -é...)
c)  La elección de la variante en -eish (como en cat. y en esp.) del «infijo incoativo» en la clase Illb: basteish (bastim) (lang. bastís, -issem). Señalemos también en sintaxis:
- El empleo de «enunciativo» al principio de frases positivas: que, plan, f (-Ja) a-th séi, b' (=bev) ath séi; - > el primero es el más correcto y motiva la elección del pronombre relativo qui en lugar de que (eth orne qui ven, eth (de) que vei...)
- El empleo del subjuntivo en lugar del futuro en las subordinadas temporales: qüan venga (cat. esp. id; lang. quand vendrá).

(Fuente: Mapas lingüísticos de Gascuña, Jean Seguy).
Así acaba la lista de los «gasconismos» más destacables. Del vocabulario también se pueden decir muchas cosas, pero nada sistemático.

## Gramática

### Artículos
En gascón los artículos se dividen en determinados e indeterminados.
- Determinados: Lo (el); La (la); Lu (los); Li (las)
- Indeterminados: Un (un); Una (una); uns (unos); unis (unas)

### Pronombres
Éstos son los pronombres:
| Gascón    | Español     |
| --------- | ----------- |
| ieu       | yo          |
| tu        | tú          |
| el        | él          |
| ela       | ella        |
| vos       | usted       |
| nosautres | nosotros    |
| vosautres | ustedes     |
| eles/elas | ellos/ellas |

### La influencia del euskera-aquitano
Tal como escribe Josep Crivillé i Bargalló en la introducción a la exposición Es gascons e era musica del musèu dera Val d'Aran cuando concluye su exposición sobre el gascón;

Se sabe que es sobre todo la fonética la que sirve para caracterizar una lengua. En honor de aquellos que tratan de relacionar la lengua gascona con un posible origen vasco podemos afirmar que la mayor parte de los «gasconismos» tienen una correspondencia en aquella lengua.

Es cierto que una lengua «sin historia» como la lengua vasca no se puede comparar con una lengua romance; no obstante, toma suficientes palabras del latín, y muy tempranamente, para que se puedan extraer reglas generales: casi todo se corresponde, y se podrían añadir muchas similitudes morfosintácticas y léxicas.

La propia lingüística nos da, pues, la prueba de que la lengua original de los aquitanos de la antigüedad era el vasco, y que la forma adoptada por el latín en sus bocas ha estado estrechamente condicionada por ese bilingüismo primitivo.

De esta forma diversos rasgos del gascón han sido explicados (aunque existan también otras teorías) por acción del sustrato vasco-aquitano:
- la labiodental f- en posición inicial o postconsonántica sufre una aspiración;

filia > hilha; farina > haría; flore > hlor; frigidu > hred; * califacere > cauhar.
- el gascón desarrolla una vocal protética ante r- inicial;

rota > arròda; * racimu > arrasim.
- en el léxico, estudiado por Gerhard Rohlfs con gran detenimiento, son identificables numerosas voces de un viejo fondo aquitano-pirenaico desconocidas en francés, en los otros dialectos occitanos y en español, y que el gascón comparte con el euskera. Por ejemplo sarri, "rebeco" (en euskera, sarrio).

Ambas lenguas comparten solar en la zona norte del departamento de Pirineos Atlánticos. Así, las localidades de Bayona, Anglet, Biarritz o La Bastide-Clairence, poseen ambos idiomas, que conviven junto al francés en la actualidad.